# Pseudananas sagenarius
Pseudananas sagenarius é uma espécie de planta com flor da família Bromeliaceae. É conhecido como pseudo-ananás, por ser semelhante ao abacaxi, mas não tem coroa.
É endémica da Argentina, Bolívia, Brasil, Equador e Paraguai.